# Grčki alfabet
Grčki alfabet najstarije je pismo koje se danas još upotrebljava. Rabi se za označavanje kutova u matematici. Ima 24 slova. Njime su pisana velika djela starine, od Platona i Aristotela do biblijskog Novog zavjeta. Nastaje u prvoj četvrtini 8. st. prije Krista i razvio se od feničkog pisma pri čemu su Grci od Feničana preuzeli znak i zvuk za dvadeset dva slova, dok su ih još šest s vremenom sami stvorili prilagođavajući fenički sustav pisanja svome jeziku.

## Tablica grčkog alfabeta
Izgovor je prikazan transkripcijom i transliteracijom u međunarodnu fonetsku abecedu.
| Slovo  | Ime           | Ime       | Ime       | Glas           | Glas      | Latinička transkripcija | Latinička transkripcija | Feničko slovo |
| Slovo  | starogrčko    | novogrčko | novogrčko | starogrčki     | novogrčki | starogrčki              | novogrčki               | Feničko slovo |
| ------ | ------------- | --------- | --------- | -------------- | --------- | ----------------------- | ----------------------- | ------------- |
| Α α    | ἄλφα          | άλφα      | alfa      | [a] [aː]       | [a]       | a                       | a                       | alef          |
| Β β    | βῆτα          | βήτα      | beta      | [b]            | [v]       | b                       | v                       | bet           |
| Γ γ    | γάμμα         | γάμμα     | gama      | [g]            | [ʝ], [ɣ]  | g                       | gh, g                   | gimel         |
| Δ δ    | δέλτα         | δέλτα     | delta     | [d]            | [ð]       | d                       | dh, d                   | dalet         |
| Ε ε    | εἶ, ἒ ψιλόν   | έψιλον    | epsilon   | [e]            | [e̞]       | e                       | e                       | he            |
| Ζ ζ    | ζῆτα          | ζήτα      | zeta      | [zd], [zː]     | [z]       | z                       | z                       | zajin         |
| Η η    | ἦτα           | ήτα       | eta       | [ɛː] ([h])     | [i]       | e, ē                    | i                       | het           |
| Θ θ    | θῆτα          | θήτα      | theta     | [tʰ]           | [θ]       | th                      | th                      | tet           |
| Ι ι    | ἰῶτα          | ιώτα      | jota      | [i], [iː]      | [i], [j]  | i, ī                    | i                       | jod           |
| Κ κ    | κάππα         | κάππα     | kapa      | [k]            | [k], [c]  | k                       | k                       | kaf           |
| Λ λ    | λάβδα, λάμβδα | λάμδα     | lambda    | [l]            | [l]       | l                       | l                       | lamed         |
| Μ μ    | μῦ            | μι        | mi        | [m]            | [m]       | m                       | m                       | mem           |
| Ν ν    | νῦ            | νι        | ni        | [n]            | [n]       | n                       | n                       | nun           |
| Ξ ξ    | ξεῖ, ξῖ       | ξι        | ksi       | [ks]           | [ks]      | ks                      | ks                      | sameh         |
| Ο ο    | οὖ, ὂ μικρόν  | όμικρον   | omikron   | [o]            | [o̞]       | o, ŏ                    | o                       | ajin          |
| Π π    | πεῖ, πῖ       | πι        | pi        | [p]            | [p]       | p                       | p                       | pe            |
| Ρ ρ    | ῥῶ            | ρω        | ro        | [r], [r̥]       | [ɾ]       | r                       | r                       | reš           |
| Σ σ, ς | σῖγμα         | σίγμα     | sigma     | [s]            | [s]       | s                       | s                       | šin           |
| Τ τ    | ταῦ           | ταυ       | tau       | [t]            | [t]       | t                       | t                       | tav           |
| Υ υ    | ὗ, ὓ ψιλόν    | ύψιλον    | ipsilon   | [u], [y], [yː] | [i]       | u, y                    | y                       | vav           |
| Φ φ    | φεῖ, φῖ       | φι        | fi        | [pʰ]           | [f]       | ph, f                   | f                       |               |
| Χ χ    | χεῖ, χῖ       | χι        | hi        | [kʰ], [ks]     | [ç], [x]  | kh, ks                  | h                       |               |
| Ψ ψ    | ψεῖ, ψῖ       | ψι        | psi       | [ps]           | [ps]      | ps                      | ps                      |               |
| Ω ω    | ὦ, ὦ μέγα     | ωμέγα     | omega     | [ɔː]           | [o̞]       | o, ō                    | o                       | ajin          |

### Znamenke
| Slovo    | Feničko slovo | Ime      | Ime        | Ime       | Latinička transkripcija | Glas             |
| Slovo    | Feničko slovo | latinica | starogrčko | novogrčko | Latinička transkripcija | Glas             |
| -------- | ------------- | -------- | ---------- | --------- | ----------------------- | ---------------- |
| Ϛ ϛ      | vav           | stigma   | ―          | στίγμα    | st                      | [st]             |
| Ϙ ϙ, Ϟ ϟ | kof           | kopa     | ϙόππα      | κόππα     | k                       | [k]              |
| Ͳ ͳ, Ϡ ϡ | cade          | sampi    | ―          | σαμπῖ     | ss                      | [sː], [ks], [ts] |

### Arhajsko
| Slovo    | Feničko slovo | Ime      | Ime        | Ime       | Latinička transkripcija | Glas |
| Slovo    | Feničko slovo | latinica | starogrčko | novogrčko | Latinička transkripcija | Glas |
| -------- | ------------- | -------- | ---------- | --------- | ----------------------- | ---- |
| Ϝ ϝ, Ͷ ͷ | vav           | digama   | ϝαῦ        | δίγαμμα   | w                       | [w]  |
| Ͱ ͱ      | het           | heta     | ἧτα        | ήτα       | h                       | [h]  |
| Ϻ ϻ      | cade          | san      | ϻάν        | σάν       | s                       | [s]  |
| Ϸ ϸ      | cade          | šo       | ―          | ―         | sh                      | [ʃ]  |

## Pravopis

### Starogrčki
U antičkom grčkom postojale su mnogobrojne oznake kojima su se označavali naglasci, spiritus i hijat samoglasnika.
Spiritus dobivaju samoglasnici i ρ na početku riječi, primjerice ὑγρός 'mokar'. Postoje dvije vrste spiritusa: spiritus asper (oštri hak) i spiritus lenis (tihi hak). Spiritus asper (◌̔) izgovara se kao /h/, primjerice Ἑωσφόρος, dok se spiritus lenis (◌̓) uopće ne izgovara, na primjer αἰνέω. Početno ρ uvijek ima spiritus asper, na primjer ῥάχῐς. Spiritus se stavlja na malo i veliko slovo. Kod dvoglasa samo drugi vokal dobiva spiritus.
Postoje tri naglaska: akut (◌́), cirkumfleks (◌̃) i gravis (◌̀). Samo se akut i cirkumfleks pojavljuju na prvome slogu. Naglasci se na samoglasnicima i dvoglasima bilježe jednako kao i hakovi. Stavljaju se na malo i veliko slovo, a kod dvoglasa drugi vokal dobiva oznaku naglaska.
Hijat se označavao dijerezom (◌̈). Ona označava da se dva samoglasnika jedan uz drugi izgovaraju odvojeno, a ne kao dvoglas.
Kada su naglasak i hak na istome slovu, akut se bilježi desno od haka, a cirkumfleks iznad njega, primjerice Ὦτος. Ako su na istom slovu naglasak i trema, naglasak se piše između točkica treme. Primjer je Ἀΐδης.

### Novogrčki
Moderni grčki ima samo oznaku za naglasak (◌́) i za hijat ili dvoglas (◌̈). Dijereza danas označava ili hijat ili dvoglas jer su se antički dvoglasi izgubili i postali jednostavni samoglasnici iako se još uvijek zapisuju kao dvoglasi, to jest riječ je o digrafima koji označavaju jednostavne samoglasnike: παϊδάκια (/paiðaca/) ima dvoglas, ali παιδάκια (/peˈðaca/) ima jednostavan samoglasnik koji se zapisuje kao dva. Dijereza nije potrebna kad je dvoglasu naglasak označen na prvome slogu: γάιδαρος se izgovara s dvoglasom /ai/, a ne samoglasnikom /e/. Naglasak slijedi ista pravila kao i u politonskom pismu antičkog grčkog pa se u digrafa postavlja na drugi samoglasnik, ali, kao što se vidi iz prethodnoga primjera, ako je riječ o dvoglasu, ide na prvi.
Pravila su dakle:
- ako je dvoglas naglašen, onda je prvi samoglasnik označen za naglasak, a drugi ne prima dijerezu
- ako dvoglas nije naglašen, dijereza je potrebna samo ako dvoglas izgleda kao neki od digrafa.[13]

Dvije se oznake mogu i kombinirati: ταΐζω (/taˈizo/).
Iako nije riječ o dijakritičkom znaku, zarez može također razlikovati dvije ili više riječi: ό,τι ('što god') i ότι ('da' (veznik)).

## Vanjske poveznice
|  | Zajednički poslužitelj ima stranicu o temi grčki alfabet |